# 1946
Cette page concerne l'année 1946 (MCMXLVI) en chiffres romains) du calendrier grégorien.
L'année 1946 est une année commune qui commence un mardi.

## En bref
- 5 mars : discours de Fulton définissant le rideau de fer.
- 1er octobre : fin du procès de Nuremberg.
- Entre novembre 1946 et février 1947 : découverte de manuscrits esséniens (manuscrits de la mer Morte) dans les grottes proches de Khirbet Qumrân en Jordanie[1] (1946-1956).
- 19 décembre : début de la guerre d’Indochine.
- Début de la IVe République, fin du GPRF

## Relations internationales
- 10 janvier – 14 février : réunion de la première Assemblée générale des Nations unies à Londres[2]. Le Norvégien Trygve Lie est élu secrétaire général le 1er février[3].
- 8 – 18 avril : dernière réunion formelle de la Société des Nations, remplacée par l’Organisation des Nations unies[4].
- 18 avril : inauguration à La Haye de la Cour internationale de justice qui aura à juger les différends entre États[5].
- 14 juin : échec du plan Baruch sur l’Énergie atomique, présenté à l’ONU pour créer une autorité internationale contrôlant les matières fissibles et les installations nucléaires ainsi que la destruction des bombes existantes[6].
- 22 juillet : signature à New York par les représentants de 60 pays de la charte de l’OMS (Organisation mondiale de la santé)[7].
- 23 octobre : ouverture de la seconde partie de la première session de l’assemblée générale des Nations unies, qui se réunit pour la première fois à New York (fin le 15 décembre)[8]. Le 14 décembre, la ville de New York est choisie comme siège permanent des Nations unies[9].
- 11 décembre : l’UNICEF est créée par les Nations unies[10].

## Événements

### Afrique
- 14 janvier : grève générale à Dakar[11].
- 17 janvier : le Tanganyika et le Cameroun britannique passent sous tutelle de l´ONU, sous pression des États-Unis qui prépare la décolonisation après la Seconde guerre mondiale. Le but des Américains étant d´éviter que les colonies deviennent des États communistes[12].
- 11 février : fondation du Mouvement démocratique de la rénovation malgache[13].
- 17 mars : autorisation des syndicats noirs au Congo belge[14].
- 21 mars : les deux députés malgaches présents à l’Assemblée constituante française déposent sans succès une proposition de loi abrogeant la loi du 6 août 1896 et proclamant l’indépendance de Madagascar au sein de l’Union française[15].
- 23 mars : une constitution est publiée par le gouverneur Alan Burns en Côte-de-l'Or britannique (constitution Burns)[16].
- 11 avril : loi Houphouët-Boigny portant sur l’abolition du travail forcé ou obligatoire dans les colonies françaises[17].
- 30 avril : la France crée le Fonds d’investissement pour le développement économique et social (FIDES), qui permet de réaliser deux plans successifs (1946-1952 et 1953-1957)[18]. 134 000 millions de francs CFA sont investis par l’État en AOF et 51 500 millions en AEF dans l’immédiat après-guerre.
- 7 mai : la loi Lamine Guèye donne la citoyenneté aux habitants des territoires d’outre-mer (AOF, AEF, Madagascar)[17].
- 2 juin : onze députés africains sont élus à l’Assemblée constituante à Paris[19].
- 21 juin : création de l’Association générale des étudiants africains de Paris[20].
- 24 septembre : retour de Jomo Kenyatta au Kenya. Il fonde la Pan-African Federation (en) avec Kwame Nkrumah[21].
- 18 octobre : création à Bamako du Rassemblement démocratique africain (RDA), parti politique défendant l’indépendance des colonies française, premier grand parti africain interterritorial indépendant, politiquement proche du Parti communiste français[22]. Il est dirigé par Félix Houphouët-Boigny. Sa section « malienne », l'Union soudanaise – Rassemblement démocratique africain (US-RDA) est dirigée par Modibo Keïta.
- 23 octobre, Algérie : Messali Hadj, fondateur de l’Étoile nord-africaine et du PPA, interdit, fonde le Mouvement pour le triomphe des libertés démocratiques (MTLD)[23].
- 27 octobre : adoption en France par référendum de la Constitution de la IVe république, consacrant la création de l’Union française (fin en 1958)[24].
- 8 décembre : Sylvanus Olympio devient président de l’assemblée territoriale du Togo[25].
- 13 décembre : le Tanganyika est sous la tutelle des Nations unies[26].

### Amérique
- 2 janvier : une révolte dans la ville de León, au centre du Mexique, provoque plus de vingt morts après la proclamation des résultats des élections communales[27].

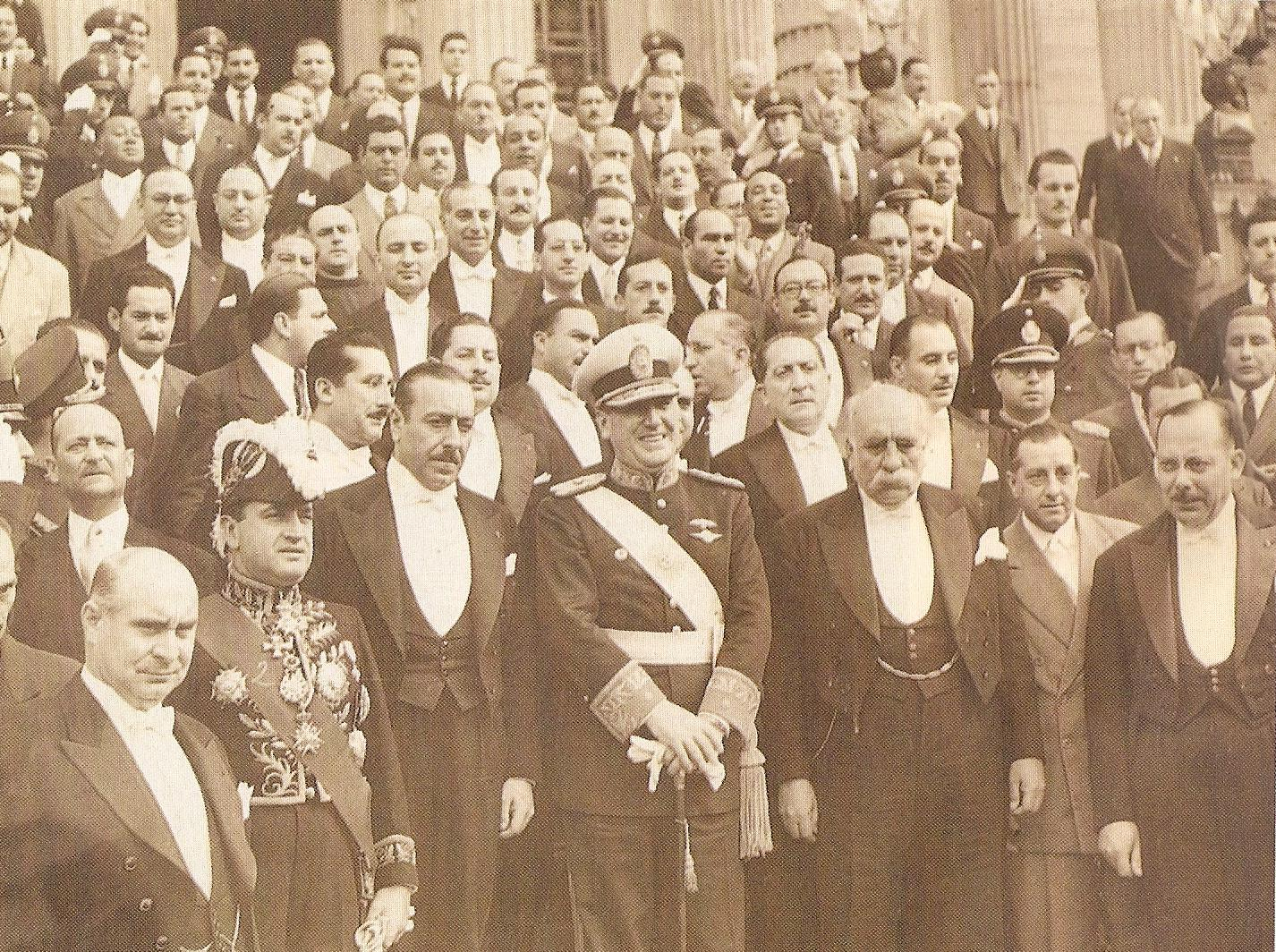
4 juin : début du mandat de Juan Perón en Argentine. Il prône la justice sociale (justicialisme) afin de consolider le lien social. Il lance une politique redistributive et cherche à créer des emplois dans l’industrie nationale stimulée par des mesures protectionnistes.

- 11 janvier : soulèvement en Haïti contre le président Élie Lescot, qui abandonne le pouvoir sous la pression des militaires[28].
- 24 février : élections démocratiques en Argentine. Juan Domingo Perón est élu président de la République d’Argentine avec 56 % des suffrages[29].
- 19 mars : loi de départementalisation. La Guadeloupe, la Martinique, la Guyane et La Réunion reçoivent le statut de département d’outre-mer[30].
- 30 mars : l’agitation sociale en Équateur oblige le président Ibarra à convertir ouvertement le régime en dictature. Des élections pour une nouvelle assemblée constituante sont effectuées en août[31].
- 4 juin : début du mandat de Juan Perón comme président de la république d’Argentine[32].
- 9 juin : sous la pression des États-Unis, le président du Paraguay Higinio Morínigo fait entrer dans son gouvernement des militaires, des conservateurs du parti Colorado et des febreristas. Les derniers finissent par être expulsés le 13 janvier 1947, ce qui déclenche une vague de violence puis une guerre civile qui l’oppose aux communistes alliés aux febreristas. Les colorados sont victorieux et le Paraguay devient à partir de 1947 un régime de parti unique[33].
- 7 juillet, Mexique : le parti du gouvernement, rebaptisé Parti révolutionnaire institutionnel (PRI), remporte une large victoire aux élections fédérales[34].
- 11 juillet: Le Vol 513 TWA s’écrase près de Reading, en Pennsylvanie à la suite de l'apparition d'un feu en vol. Cinq membres d'équipage sont tués.
- 21 juillet : révolte en Bolivie contre la dictature. Assassinat du président Gualberto Villarroel par la foule place Murillo à La Paz. Rétablissement de la démocratie[35].
- 7 août : début du mandat du conservateur Mariano Ospina Pérez, qui remporte les élections présidentielles en Colombie le 5 mai en raison des dissensions entre libéraux[36]. Son gouvernement tente de purger de l’administration tous les libéraux, mais ceux-ci, majoritaires au Congrès, résistent par tous les moyens.
- 16 août : démocratie en Haïti. Léon Dumarsais Estimé est élu président de la république (fin en 1950)[28].
- 17 août : Tomás Monje Gutiérrez est élu président de Bolivie.

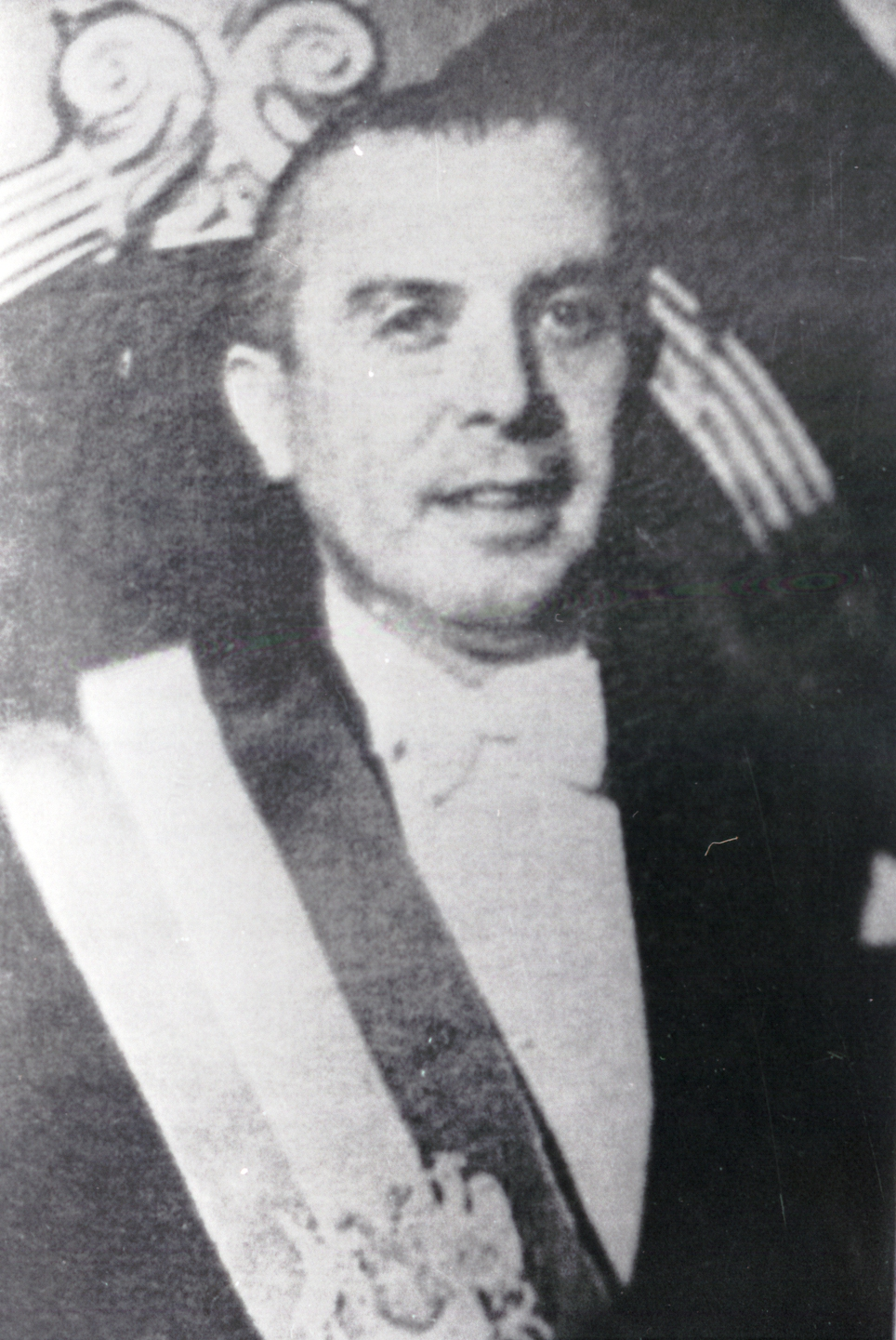
Gabriel González Videla en 1946.

- 18 septembre : une nouvelle Constitution (pt)démocratique et fédéraliste est adoptée au Brésil[37]. Elle reconnaît la législation du travail instituée par Varga (semaine de 48 heures, congés payés, salaire minimal vital, allocation de maternité, etc.) mais limite la puissance de l’exécutif et prévient son intervention abusive dans les affaires des États. Le pouvoir judiciaire est renforcé.
- 12 octobre : inauguration de la grande aciérie de Volta Redonda au Brésil. Elle permet au pays de développer une industrie automobile nationale[38].
- 3 novembre : début du mandat du radical Gabriel González Videla, élu président du Chili le 4 septembre (fin en 1952)[39]. Il bénéficie de l’appui des communistes et leur octroie trois ministères.
- 1er décembre : Miguel Alemán Valdés succède à Manuel Ávila Camacho à la présidence du Mexique[40].
- 13 décembre : convention d’union douanière et de coopération économique et financière signée entre le Chili et l’Argentine[41].
- 22 décembre : début de la conférence de La Havane, réunion de la mafia organisée par Lucky Luciano[42].
- 31 décembre : révision constitutionnelle en Équateur[43].

### Asie et Pacifique
- 1er janvier :
  - l’empereur du Japon Hirohito renonce à son ascendance divine[44].
  - la Thaïlande conclut un traité avec le Royaume-Uni et l’Inde par lequel elle renonce, entre autres, à ses prétentions sur les territoires malais qui lui avaient été cédés pendant la guerre[45]. Les relations diplomatiques du pays avec les États-Unis sont renouées le même mois.
- 5 janvier : signature d’un traité d’aide mutuelle entre la Chine et l’Union soviétique et reconnaissance de l’indépendance de la République populaire mongole par la Chine. Le 14 février, le commerce et les relations diplomatiques sont rétablis entre les deux nations[46]. La rupture sino-soviétique de la fin des années 1950 y met un terme.
- 7 janvier : modus vivendi signé entre le général Alessandri, commissaire de la république et le prince Monireth, Premier ministre du Cambodge[47]. Retour des Français au Cambodge. Norodom Sihanouk se contente de l’autonomie interne. Il instaure un régime constitutionnel (1947), mais garde le pouvoir.
- 13 janvier, Chine : signature lors de la conférence consultative de Nankin, en présence d’un représentant américain, d’un accord entre nationalistes et communistes sur la cessation des hostilités et l’évacuation de la Mandchourie par les communistes[48].
- 15 janvier : les alpinistes autrichiens Heinrich Harrer et Peter Aufschnaiter, évadés d’un camp de prisonniers en Inde, parviennent à Lhassa après avoir traversé l’Himalaya[49]. Ils y rencontrent le jeune dalaï-lama et gagnent sa confiance.

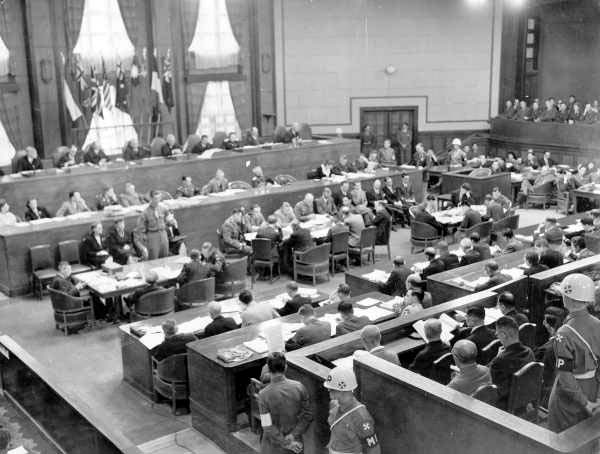
19 janvier : tribunal de Tokyo

- 19 janvier : création du tribunal militaire international pour l’Extrême-Orient (tribunal de Tokyo). Il juge 5 000 inculpés et prononce 900 condamnations à mort (3 mai 1946-12 novembre 1948)[50].
- 28 janvier : le Royaume-Uni remet à la France le contrôle militaire du Sud Viêt Nam[51].
- 8 février, Corée : le comité populaire provisoire de Corée du Nord est formé à Pyongyang sous la direction de Kim Il-sung[52].
- 28 février : accord franco-chinois signé à Chongqing sur les relations entre la Chine et l’Indochine française[53].
- Février : Thakin Soe, dissident pro-soviétique du PC birman, fonde le Drapeau Rouge birman et entame avec 2 000 hommes, une guérilla érigée en Armée populaire de libération[54].
- 6 mars : accords entre Sainteny et Hô Chi Minh[47]. La France reconnaît la république du Viêt Nam comme État libre faisant partie de la Fédération indochinoise et de l’Union française et les troupes françaises peuvent revenir à Hanoï.
- 9 mars : l’Armée rouge quitte la Mandchourie[55].
- 15 mars : après un premier échec, les négociations entre les Pays-Bas et la République d’Indonésie reprennent sous la médiation de Sir Archibald Clark Kerr[56].
- 20 mars : réunion à Séoul d’une commission mixte pour l’unification de la Corée composée de représentants américains et soviétiques, après les délibérations préliminaires du 16 janvier au 5 février[57]. La première conférence est suspendue le 8 mai sur un constat d’échec ; la commission se réunit de nouveau le 21 mai 1947 mais retombe dans une impasse en juillet[58]. Le 26 août 1947, les États-Unis proposent une réunion avec les Britanniques et les Chinois, et devant le refus soviétique, portent l’affaire devant les Nations unies le 23 septembre 1947[57].
- 22 mars, Corée : programme en 20 points de Kim Il-sung, suivi jusqu’en août de la nationalisation de l’industrie[59].

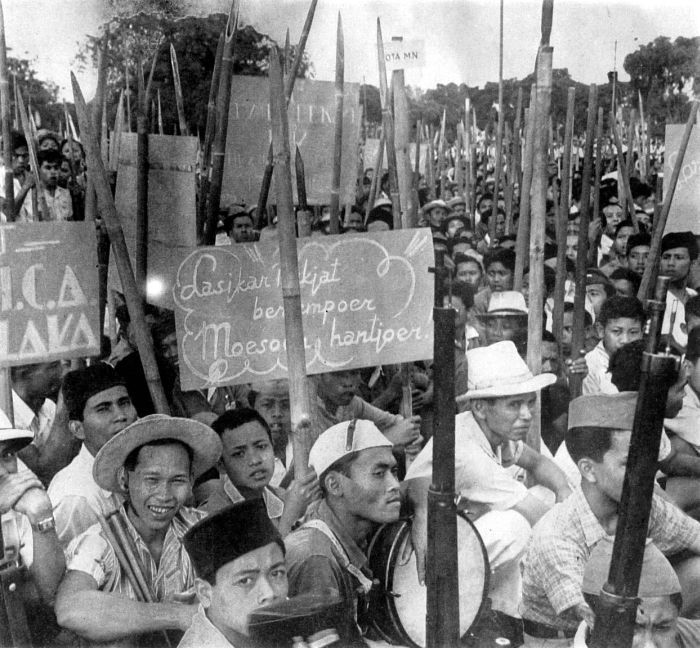
Milices indonésiennes, armés de lances de bambou et de quelques fusils japonais.

- 24 mars : Bandung Lautan Api. Les indépendantistes indonésiens, contraints d’abandonner l’administration de Bandung par les Britanniques, incendient la ville qui est remise aux Néerlandais le 17 avril[60].
- 1er avril : les Britanniques tentent de créer une Union malaise, rassemblant Malacca, l’île de Penang et les neuf États malais de la péninsule, en transférant la souveraineté des sultans à la couronne britannique[61]. La proposition déclenche une réaction violente au sein de la population malaise. L’opposition à l’union amène le 11 mai à la formation de l’United Malays National Organisation (UMNO)[62]. Les souverains locaux boycottent le nouveau système et les Britanniques sont obligés d’entamer des pourparlers, surtout avec les souverains et l’UMNO, qui conduiront à la création de la fédération de Malaisie en 1948.
- 3 avril : le général japonais Masaharu Honma est exécuté à Manille, après avoir été reconnu coupable de crimes de guerre dont la marche de la mort de Bataan infligée aux prisonniers américains et philippins[63].
- 17 avril - 11 mai : échec de la première conférence de Đà Lạt réunissant la délégation de la République démocratique du Viêt Nam et la délégation française dirigée par Pierre Messmer pour préparer la conférence de Fontainebleau[64].
- 18 avril : Mao Zedong s’empare de Changchun, en Mandchourie. Reprise de la guerre civile chinoise entre nationalistes et communistes après l’échec des négociations de Chongqing pour la création d’un programme gouvernemental commun et celui de la médiation du général américain Marshall. En octobre, après l’attaque de Kalgan le 30 septembre, l’aide américaine aux nationalistes est suspendue[65].
- 24 avril : les forces franco-laotiennes du colonel de Crèvecœur entrent dans Vientiane[66].

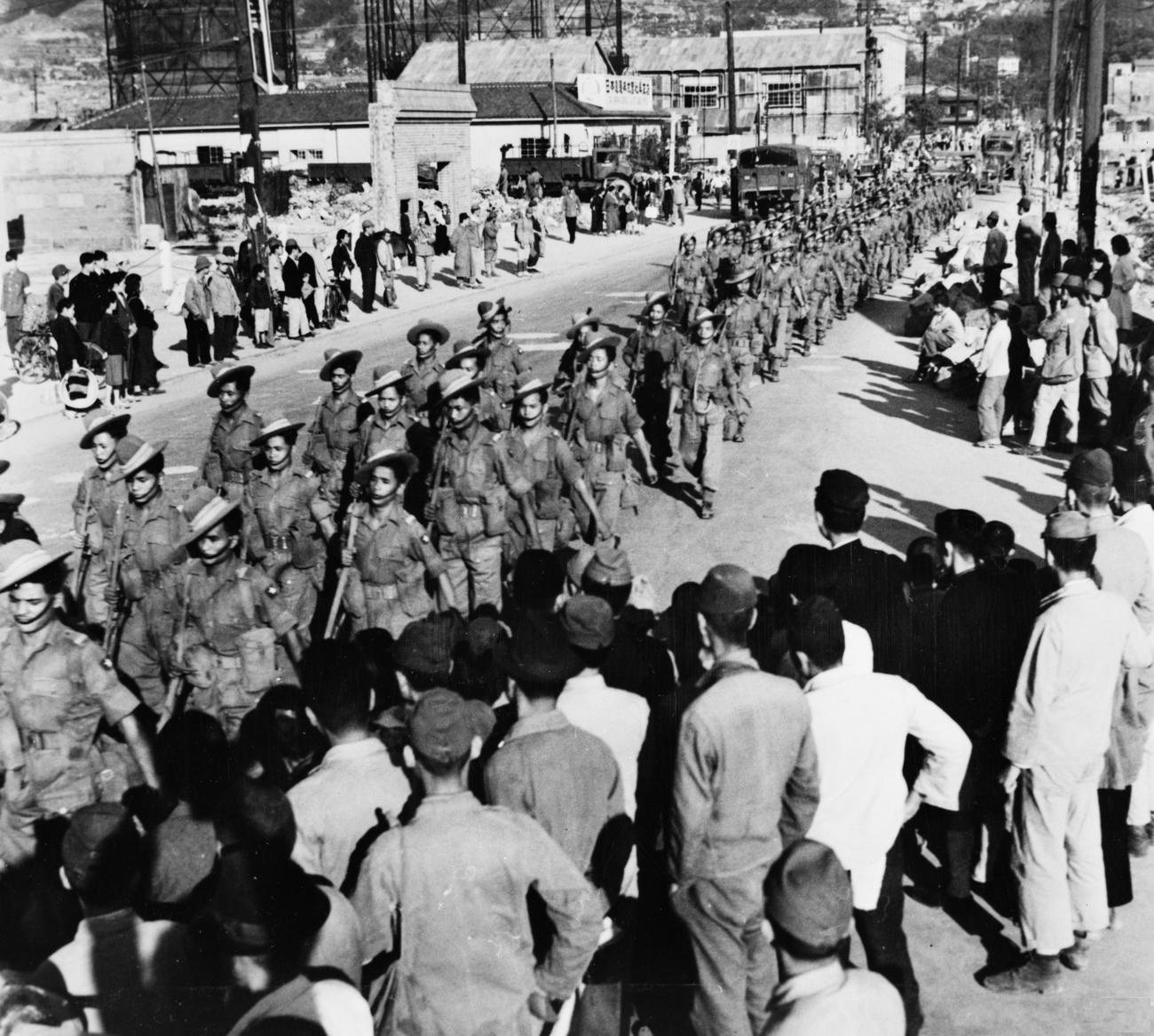
Occupation alliée du Japon. Défilé du Royal Gurkha Rifles en mai.

- 2 mai, Indonésie : le gouvernement néerlandais admet l’existence d’une « République d’Indonésie » limitée à Java dans le cadre d’un « Commonwealth d’Indonésie »[67]. Le 18 juin, le premier ministre Sutan Sjahrir formule des contre-propositions : cessation des hostilités, maintien des troupes sur leurs positions actuelles, reconnaissance du gouvernement républicain à Java et à Sumatra, création d’un État libre d’Indonésie qui conclurait une alliance avec les Pays-Bas et participation à la formation de cet État libre des représentants des territoires des autres îles. Les Néerlandais qui veulent reprendre pied dans les autres îles, les refusent[68].
- 3 mai : début du procès de Tokyo au Japon ; 28 anciens dirigeants sont jugés jusqu’au 12 novembre 1948[69] ; 7 sont condamnés à mort, et 16 à la prison à vie.
- 13 mai, Laos : les troupes françaises reprennent Luang Prabang et restaurent l’autorité du roi Sisavang Vong. Le gouvernement indépendantiste antifrançais Lao Issara prend la fuite devant le corps expéditionnaire français[66].
- 16 mai : une mission ministérielle britannique publie un nouveau plan qui envisage une Constitution fédérale en Inde dans le cadre du processus de décolonisation. Le projet d’État fédéral est rejeté par les musulmans[70].
- 1er juin : proclamation unilatérale à Saïgon par le « gouvernement provisoire de la Cochinchine », constitué le 26 mars, de la république autonome de Cochinchine présidée par Nguyễn Văn Thinh, sur la décision du haut-commissaire de l'Indochine française, Georges Thierry d'Argenlieu. Elle provoque la protestation du gouvernement de Hanoï[64].
- 9 juin : début du règne de Rama IX, mineur, roi de Thaïlande (couronné le 5 mai 1950)[71].
- 30 juin : à l’expiration de la trêve signée en janvier, les combats reprennent entre les nationalistes et les communistes chinois[72]. Les adversaires engagent une course de vitesse pour récupérer les territoires laissés par les Japonais (1946-1948).
- 1er juillet : opération Crossroads. Explosion au-dessus de l’atoll de Bikini d’une bombe atomique au plutonium.
- 4 juillet : proclamation de l’indépendance des Philippines vis-à-vis des États-Unis[73]. Le Parlement accepte les conditions militaires et économiques posées par les États-Unis.
- 6 juillet : ouverture de la conférence de Fontainebleau en vue de résoudre les problèmes posés par l’indépendance du Viêt Nam[74].
- 15 juillet : le Nord-Bornéo, le sultanat de Brunei et Sarawak (1er juillet[75]) deviennent colonies de la couronne britannique.
- 16 juillet : les Néerlandais ouvrent à Malino (Sulawesi du Sud) une conférence dont l'objectif est la création d'une entité fédérale qu'ils contrôleraient[68].

- 25 juillet :

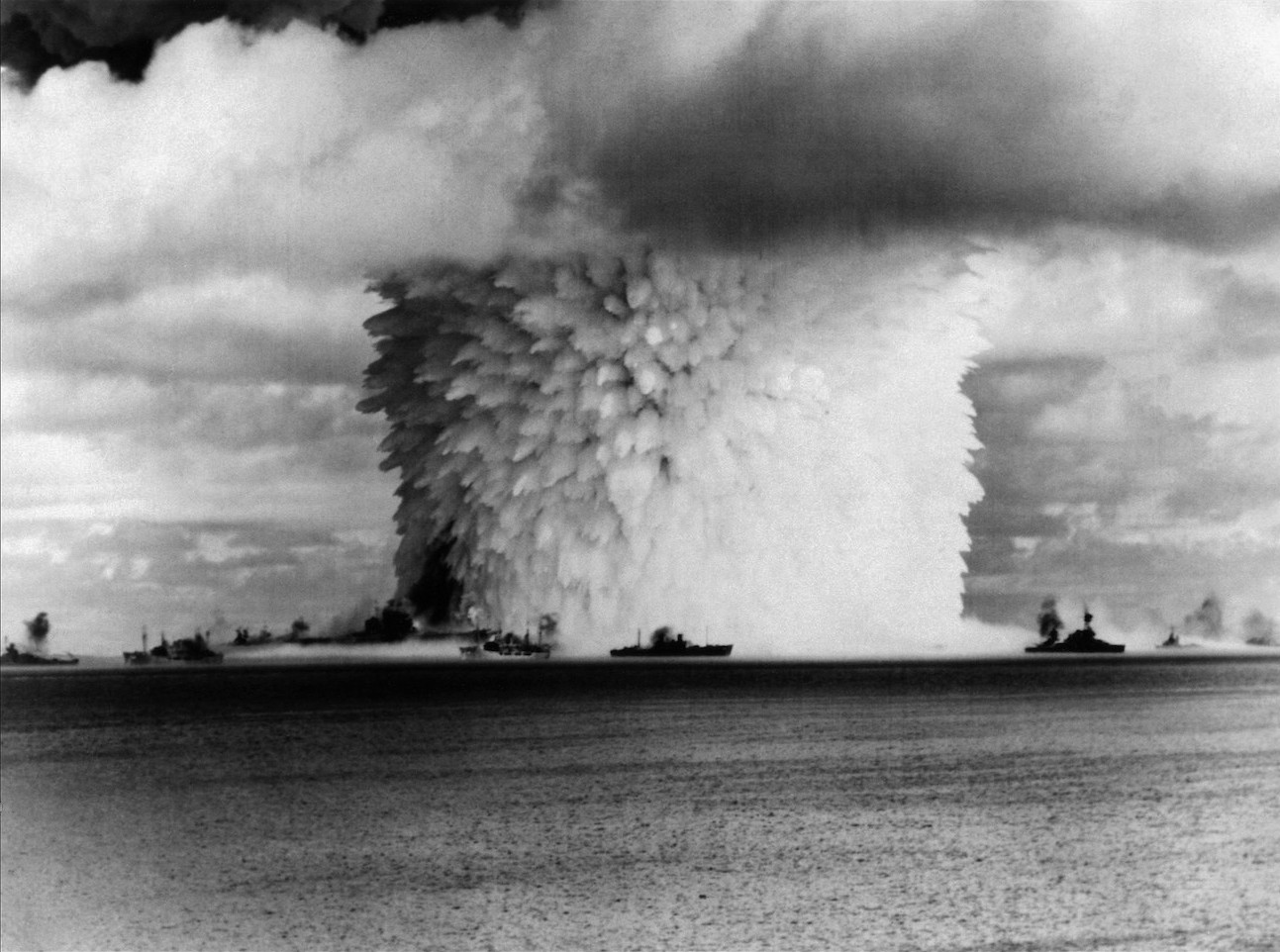
25 juillet : opération Crossroads

  - première explosion sous-marine d’une bombe atomique américaine, près de Bikini.
  - une assemblée constituante est élue en Inde[76]. Le Congrès national indien de Jawaharlal Nehru remporte 209 sièges contre 75 à la Ligue musulmane d’Ali Jinnah. La Ligue musulmane, qui réclame la parité avec le Congrès, refuse de participer au gouvernement et déclenche des actions violentes durant l’été : le 16 août, Jinnah décide de déclencher une journée d’action directe pour l’obtention d'un état musulman séparé qui dégénère dans le Bengale en véritable guerre islamo-hindoue et fait plus de 10 000 morts. Le 13 octobre, Jinnah doit accepter que la Ligue participe au gouvernement intérimaire établit le 25 août. Les affrontements intercommunautaires se multiplient. Les députés de la Ligue refusent de siéger à la première réunion de la Constituante le 9 décembre[77],[78].
- Juillet : le PC birman fonde le Drapeau Blanc birman avec Thakin Than Tun comme président et Thein Pe Myint (en) comme secrétaire général, et organise des grèves[54].
- 1er août : ouverture d’une seconde conférence des pays du sud de l’Indochine à Đà Lạt. Elle entraîne la suspension des négociations franco-vietnamiennes de Fontainebleau[74]. Le 14 septembre, Hô Chi Minh, avant de quitter la France, signe un modus vivendi avec le gouvernement français représenté par Marius Moutet[79]. Il prévoit la fin de la guérilla vietminh en Cochinchine, effective le 30 octobre[64].
- 24 août et 6 octobre : une nouvelle constitution démocratique au Japon, élaborée par des juristes américains à partir du modèle britannique, est adoptée par la Chambre des représentants et la Chambre des pairs ; elle est promulguée le 3 novembre et entre en vigueur le 3 mai 1947[80].
- 27 août : le protectorat français du Laos est réorganisé et devient un État centralisé, le royaume du Laos[81].
- 28 août : Kim Il-sung fonde avec Kim Du-bong le parti populaire du Travail de Corée (PPTC)[52].
- 31 août : début d’une grève générale en Birmanie pour l’indépendance[82]. Le 20 octobre , Aung San interdit les activités communistes au sein de son mouvement la Ligue anti-fasciste pour la liberté du peuple (AFPFL)[83].

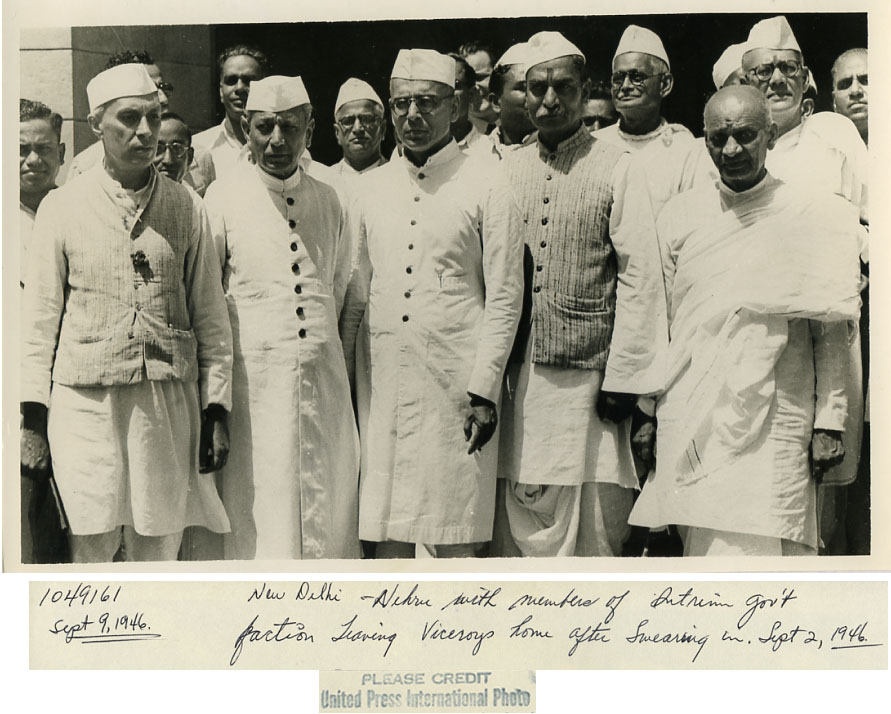
2 septembre : Nehru et le gouvernement provisoire de l’Inde.

- 2 septembre, Inde : Jawaharlal Nehru et ses collègues, sortis de prison, acceptent de faire partie du conseil exécutif du vice-roi ; le 13 décembre, Nehru présente à l’assemblée constituante une « résolution sur les objectifs de la nation »[84].
- 10 octobre : début des massacres de Noakhali Sadar ; meurtres, viols, pillages et conversions forcées des hindous perpétrés par la communauté musulmane au Bengale[85].
- 11 octobre : le parlement japonais adopte la loi sur la réforme agraire, scindant les grands domaines pour les redistribuer aux paysans sans terres[86].
- 14 octobre : après l’intervention du Royaume-Uni, un accord de cessez-le-feu est signé entre les Néerlandais et la guérilla indonésienne[68].
- 31 octobre : fondation à Varanasi du Parti du Congrès népalais (PCN), qui tient sa première convention le 25 janvier 1947[87]. Après l’indépendance de l’Inde, le gouvernement héréditaire des Rânâ est l’objet d’une contestation croissante. Le roi Tribhuvana Bir Bikram, favorable à une démocratisation du régime, approuve la création du parti.
- 4 novembre : les États-Unis signent à Nankin un « traité d’amitié, de commerce et de navigation » avec la République de Chine[88] (Tchang Kaï-chek).
- 10 novembre : suicide de Nguyễn Văn Thinh, président de la République autonome de Cochinchine, formée le 1er juin à l’initiative de l’amiral Thierry d'Argenlieu, haut-commissaire de France en Indochine[64].
- 15 novembre : les Britanniques se retirent d’Indonésie en novembre et persuadent les Néerlandais et les républicains de signer l’accord de Linggarjati, qui reconnaît l’autorité de fait de la république à Java et Sumatra et prévoit la création d’une Indonésie fédérale avant le 1er janvier 1949 dans le cadre d’une « Union hollando-indonésienne »[89]. Les intérêts économiques néerlandais sont sauvegardés. Le projet d’accord, bien accueilli par les partis indonésiens, est signé aux Pays-Bas le 25 mars 1947 malgré la réticence des conservateurs et des catholiques. Il ne sera pas appliqué. Il s’ensuit plusieurs années de négociations et de guérilla avant que l’indépendance ne soit reconnue le 27 décembre 1949.
- 17 novembre : accord de Washington. La France reprend possession des territoires cédés à la Thaïlande en 1941[47].
- 19 novembre : l’Afghanistan devient membre de l’Organisation des Nations unies[90].
- 20 novembre : incident de Hải Phòng. Les Vietnamiens s’opposent à un contrôle douanier[64].
- 21 novembre : incident de Lạng Sơn ; attaque d’un convoi français par les troupes vietnamiennes. La ville est occupée par les Français[64].
- 23 novembre : bombardement naval du quartier vietnamien de Hải Phòng par la France en réponse à des attentats du Việt Minh ; près de 6 000 morts[15].

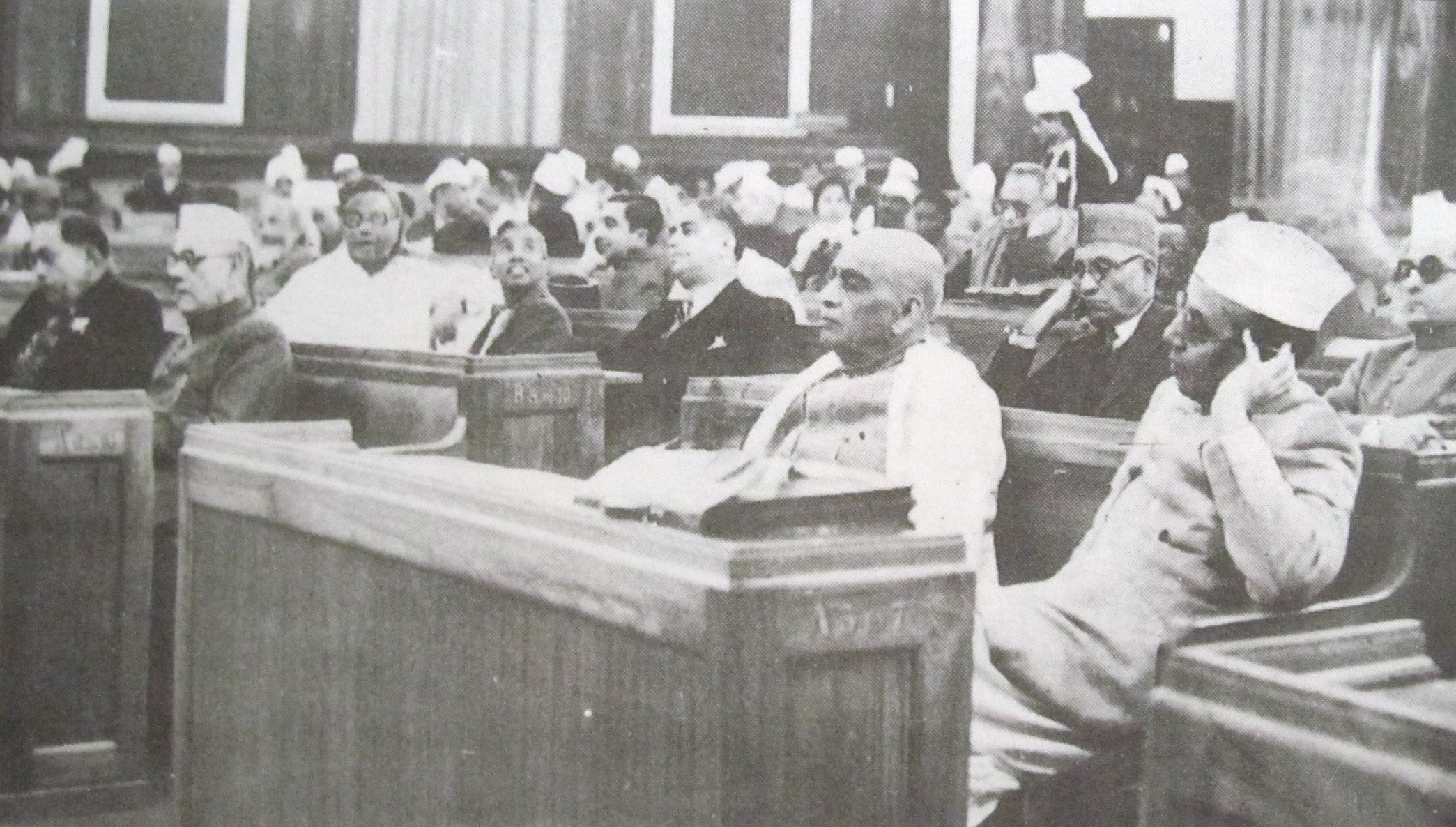
9 décembre : première réunion de l’assemblée constituante indienne.

- 13 décembre : le Territoire de Nouvelle-Guinée est déclaré territoire sous tutelle des Nations unies, administrativement dirigé par l’Australie[91].
- 15 décembre : au Cambodge, le Prince Youtevong, dirigeant du Parti démocrate vainqueur des élections, devient Premier ministre[92].
- 16 décembre : la Thaïlande est admise à siéger à l’Organisation des Nations unies (ONU)[90].
- 19 décembre : coup de force vietnamien à Hanoï, début de la guerre d’Indochine (fin en 1954)[79]. Après l’échec de sa tentative d’insurrection à Hanoï, Hô Chi Minh décide de rentrer dans la clandestinité. L’armée populaire de la République démocratique du Viêt Nam, commandée par Giap, compte alors de 80 000 à 100 000 hommes, dont 60 000 réguliers.
- 21 décembre : un séisme de magnitude 8.4 fait 2 000 victimes à Honshū au Japon[93].
- Le Parti communiste Indien mène une guérilla dans le Telangana, la partie orientale de l’État de Hyderabad. Des centaines de soviets sont créés, qui saisissent les terres et les redistribuent (fin en 1951)[94]. Ils n’hésitent pas à exécuter les féodaux musulmans.

#### Proche-Orient
- 6 janvier : assassinat au Caire d’Amin Osman pacha, ancien Ministre des finances égyptien[95].

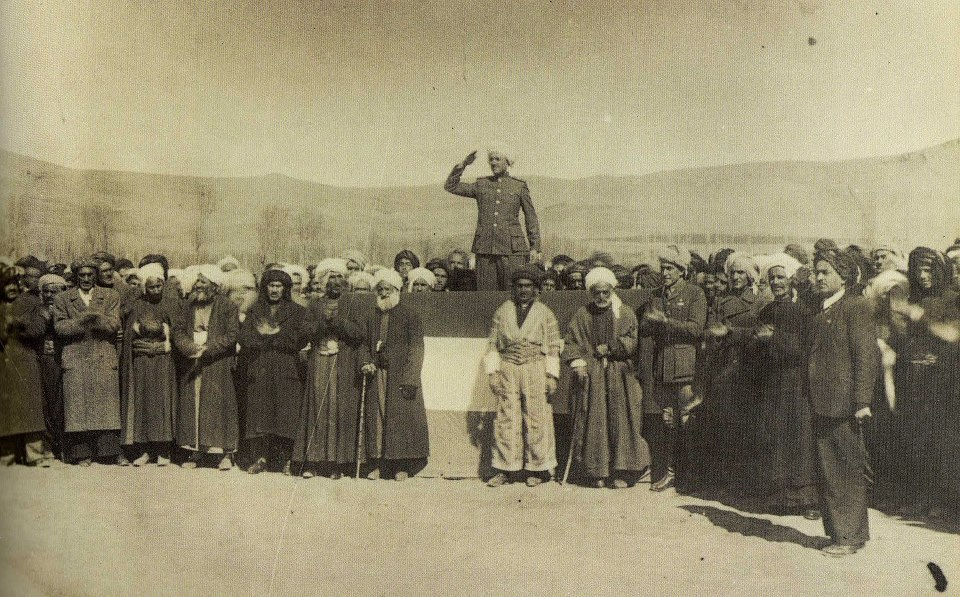
22 janvier : Mustafa Barzani proclame la république de Mahabad.

- 22 janvier : l’éphémère république kurde de Mahabad est proclamée (fin en avril 1947)[96].
- 27 janvier : le Royaume-Uni accepte l’ouverture de négociations en vue de son retrait d’Égypte ; une délégation arrive au Caire le 15 avril[97].
- 10 février : émeutes antianglaises au Caire et à Alexandrie qui provoquent la démission du gouvernement égyptien de Nokrachi Pacha le 15 février. Le nouveau cabinet de Sidqi Pacha demande le 26 février aux Britanniques d’évacuer les deux villes, qui le seront le 16 mai[98].
- 28 février : départ des dernières troupes britanniques d’Iran[98].
- 22 mars :
  - accord qui annonce du retrait de la Syrie de la plupart des troupes françaises avant le 15 avril et du Liban avant le 31 août[99]. Les dernières seront évacuées le 25 décembre.
  - le Royaume-Uni reconnaît l’indépendance de la Transjordanie, placée sous mandat depuis 1922[100]. Le mandat est remplacé par un traité d’alliance. La présence militaire britannique reste inchangée.
- 4 avril : un accord met fin à la crise irano-soviétique. Il prévoit le départ de toutes les troupes soviétiques, la création d’une compagnie mixte chargée de l’exploitation du pétrole dans le nord et des négociations entre les autorités iraniennes et les provinces autonomistes d’Azerbaïdjan et du Kurdistan[101].

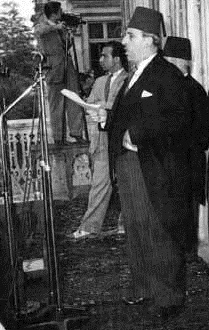
17 avril : Choukri al-Kouatli annonce l’indépendance de la Syrie.

- 17 avril : le retrait des dernières troupes françaises marque l’indépendance de la Syrie vis-à-vis de la France[102].

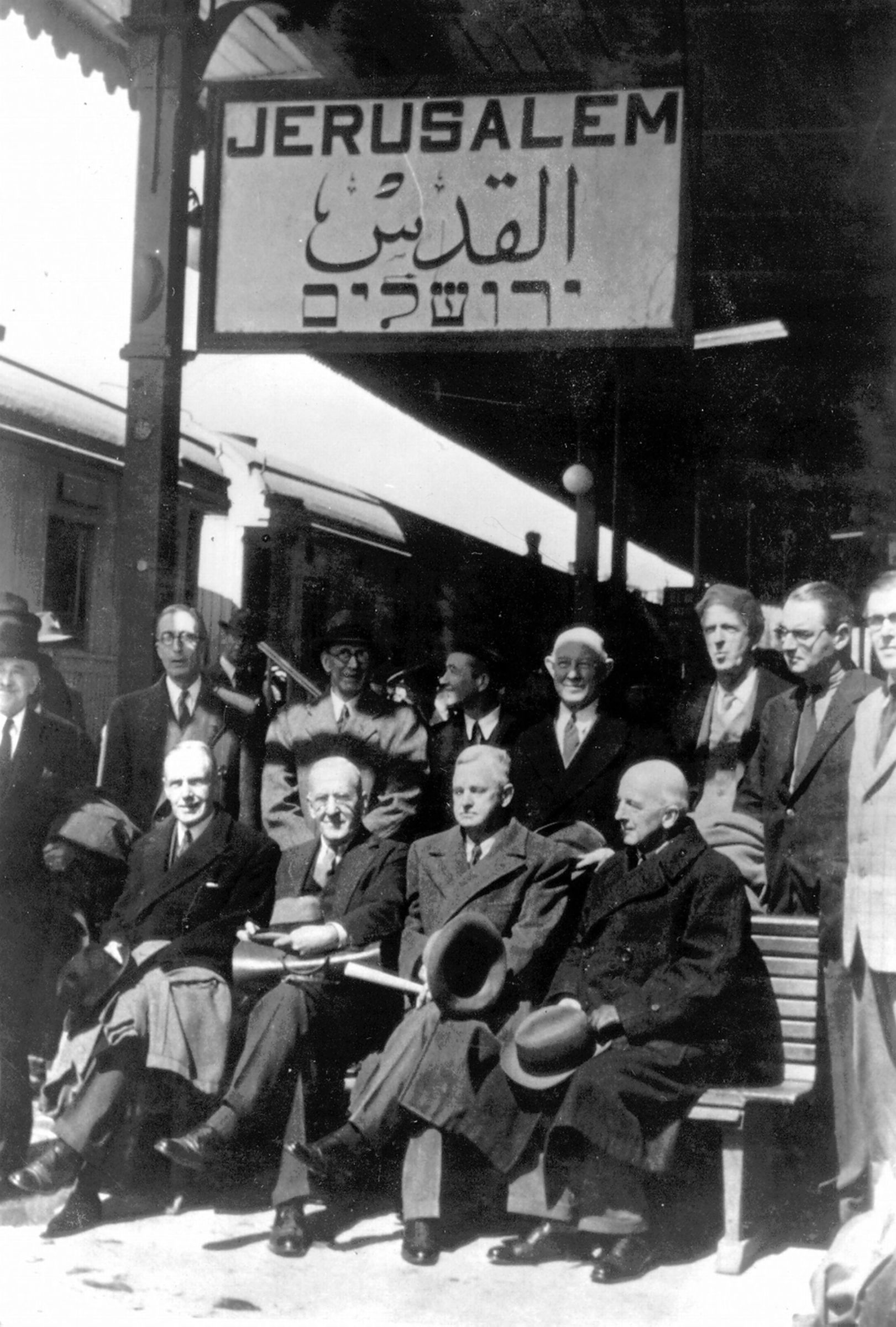
La commission d’enquête anglo-américaine à Jérusalem

- 30 avril : publication du rapport de la commission anglo-américaine, lancée par le chef de la diplomatie britannique Ernest Bevin. Elle préconise l’immigration immédiate de 100 000 Juifs d’Europe en Palestine et propose l’annulation des principales résolutions du Livre blanc de 1939, dont les quotas à l’immigration et la levée des restrictions d’achat de terres, et estime qu’il faut favoriser le développement économique pour que les Arabes rattrapent le niveau de vie des Juifs. Elle déconseille le partage du territoire, qui déclencherait infailliblement une guerre entre Juifs et Arabes, et préconise la formation d’un État binational. Elle conclut à la nécessité du Mandat ou à la tutelle de l’ONU en Palestine. Le rapport est rejeté par les deux parties[103],[104]. La tension monte entre Washington et Londres durant l’été en raison du refus britannique de favoriser l’immigration juive d’Europe.
- 1er-3 mai : réunion du Haut Comité arabe, qui rejette les propositions de la commission anglo-américaine et proclame la gève générale en Palestine pour le 3 mai[105].
- 7 mai : les Britanniques annoncent le retrait total de leurs forces d’Égypte[106]. Les négociations officielles commencent le 9 mai.
- 10 mai : l’Armée rouge quitte l’Iran[107].
- 25 mai : l’émir Abdallah (Abdallah ibn Hussein) est proclamé roi de Transjordanie[100].
- 29 mai : le mufti de Jérusalem Mohammed Amin al-Husseini quitte la France où il était en résidence surveillée pour s’installer au Caire[108].
- 14 juin : décret du soviet suprême de l’URSS accordant la citoyenneté soviétique « à toute personne originaire d’une province quelconque de l’empire russe, qui en fait la demande dans les délais prescrits ». Il est à l’origine d’une campagne de rapatriement de réfugiés vers l’Arménie soviétique (nerkaght). Le 23 juin, le premier paquebot d’immigrants quitte Beyrouth pour Batoum. De 100 à 150 000 Arméniens s’installent en 1946-1947[109]. Les réfugiés trouvent des conditions difficiles, devant travailler plus de 12 heures par jour pour un niveau de vie sensiblement inférieur à celui qu’ils avaient atteint dans les pays refuges. Dès novembre, des évasions ont lieu, puis se multiplient en 1947. Les évadés sont abattus pour la plupart, mais quelques-uns parviennent en Iran, en Turquie ou au Liban. Les candidats au rapatriement se font rares.
- 17 juin : le Palmah détruit simultanément dix des onze ponts qui relient la Palestine aux pays voisins[104].
- 29 juin : opération Agatha menée par les autorités britanniques contre les groupes sionistes en Palestine mandataire[104].

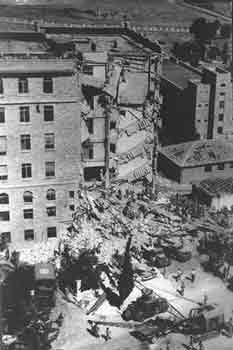
22 juillet : attentat de l’hôtel du roi David

- 22 juillet : l’organisation sioniste Irgoun Zvaï Leumi de Menahem Begin fait sauter une aile de l’hôtel du roi David à Jérusalem qui abrite le quartier général des forces britanniques, faisant 92 morts[104]. La violence s’installe entre soldats britanniques et population juive. Les Arabes, divisés, restent calme. Le roi Abdallah propose un partage à l’amiable de la Palestine.
- 31 juillet : publication du plan Morrison-Grady (en) qui préconise la division de la Palestine en trois zones, juive, arabe et britannique[110]. Le 5 août, il est rejeté par l’Agence juive[111].
- 8 août : Moscou demande à Ankara la révision de la convention de Montreux sur les Détroits. Le gouvernement turc, appuyé par les Alliés occidentaux, accepte le principe d’une révision, mais refuse la présence de navires soviétiques dans les détroits[112].
- 4 octobre : conférence de Londres avec les Arabes et les Sionistes. Attlee propose une nouvelle forme de coopération fondée sur le soutien à l’indépendance des pays arabes. Les représentants arabes proposent la création d’un État arabe de Palestine avec une organisation politique confessionnelle sur le modèle libanais. Les Britanniques espèrent parvenir à un compromis lorsque Truman affirme être favorable au partage, entraînant le retrait des délégations arabes[104].
- 25 octobre : le premier ministre égyptien Sidqi Pacha et Ernest Bevin signent un accord par lequel les Britanniques s’engagent à évacuer l’Égypte avant le 1er septembre 1949 et reconnaissent le droit au Soudan de choisir son futur statut. L’opinion publique refuse l’accord, qui est enterré avec la démission du gouvernement égyptien le 9 décembre[113].
- 12 décembre : les troupes iraniennes entrent dans Tabriz. Le mouvement autonomiste d’Azerbaïdjan est écrasé et ses principaux leaders s’enfuient en URSS[107].
- 31 décembre : les derniers soldats français quittent le Liban[114].

### Europe

#### Europe de l’Est
- 1er janvier : début du IVe plan quinquennal en URSS[115].
- 3 janvier : décret sur la nationalisation de l’industrie en Pologne[116].
- 11 janvier : proclamation de la République populaire d’Albanie, qui sera dirigée par Enver Hoxha[117].

- 31 janvier :
  - proclamation de la République de Hongrie, qui succède à la régence officiellement en place depuis 1920. Zoltán Tildy est élu président le 1er février[118].
  - première constitution yougoslave promulguée par l’Assemblée constituante. Calquée sur la Constitution soviétique de 1936, elle proclame en droit l’égalité de tous les peuples constituant la république, sans distinction de nationalité, de race ou de religion[119]. L’Assemblée constituante se réorganise en Parlement national.
- 1er février : un nouveau cabinet, avec le maréchal Tito comme Premier ministre et une représentation communiste accrue, se forme en Yougoslavie[120].
- 3 février : les autorités soviétiques s'attaquent à la hiérarchie catholique en République socialiste soviétique de Lituanie. Vincentas Borisevicius, évêque de Telsiai est arrêté et condamné à mort, puis exécuté le 3 janvier 1947. En 1947, tous les évêques sont en prison, à l’exception du plus âgé. Le régime communiste ferme la plupart des églises, déporte un grand nombre de prêtres et condamne les Lituaniens propriétaires d’icônes religieuses (1946-1949)[121],[122].
- 4 février : Ferenc Nagy (membre du Parti des petits propriétaires) devient Premier ministre et Mátyás Rákosi, secrétaire général du Parti communiste hongrois, devient vice-Premier ministre en Hongrie[123].
- 5 février : le Royaume-Uni et les États-Unis rétablissent les relations diplomatiques avec le Royaume de Roumanie[124] (rompues depuis février 1942).
- 28 février-10 mars : un synode réuni à Lvov abolit l’union de Brest-Litovsk. Les Églises grecques-catholiques ukrainienne et ruthène (uniates) sont rattachées à l’Église orthodoxe russe[125].
- 10 mars : le congrès du Parti social-démocrate roumain réuni à Bucarest se prononce pour l’alliance avec le Parti communiste roumain[126].
- 15 mars : remplacement du NKVD par le MGB en URSS[127].
- 18 mars : le Présidium du Soviet suprême adopte la loi « sur le plan quinquennal de reconstruction et de développement de l’économie de l’URSS. pour 1946-1950 ». En réponse à l’attitude des Américains liant l’octroi d’un prêt pour la reconstruction de la Russie à l’acceptation par ses dirigeants de la « porte ouverte » et à leur participation à la BIRD et au FMI, Staline réplique par le lancement d’un plan quinquennal. Par deux initiatives destinées à tester la détermination des États-Unis, il refuse de retirer en même temps que le Royaume-Uni ses troupes du Nord de l’Iran, réclamant des concessions pétrolières comparables à celles obtenues par les Anglo-Saxons (crise irano-soviétique) et il exerce une pression sur la Turquie pour obtenir la disposition de bases dans le détroit des Dardanelles (8 août). Rappelé à l’ordre par Washington, Staline bat en retraite[128].
- 28 mars : loi constitutionnelle de l’assemblée nationale provisoire tchécoslovaque approuvant rétroactivement les décrets Beneš concernant l’expulsion de 2,5 millions d’Allemands des Sudètes[129].
- 28-31 mars : tenue à Prague du huitième congrès du Parti communiste tchécoslovaque[130] ; Rudolf Slánský est élu secrétaire général.
- 21-22 avril : formation au congrès de Berlin du parti socialiste unifié (SED) en Allemagne de l’Est, qui réunit socialistes et communistes[131].
- 25 avril-31 mai : premier procès du Stutthof, en Pologne. Onze gardiens et gardiennes du camp de concentration du Stutthof sont condamnés à mort et exécutés le 4 juillet[132].
- 17 mai, Royaume de Roumanie : à l’initiative du Parti communiste roumain, les partis représentés au gouvernement constituent le « Bloc des Partis démocratiques » sur la base d’un programme commun pour les élections à venir[126].
- 26 mai : le Parti communiste tchécoslovaque obtient 38 % des voix aux élections générales[133].

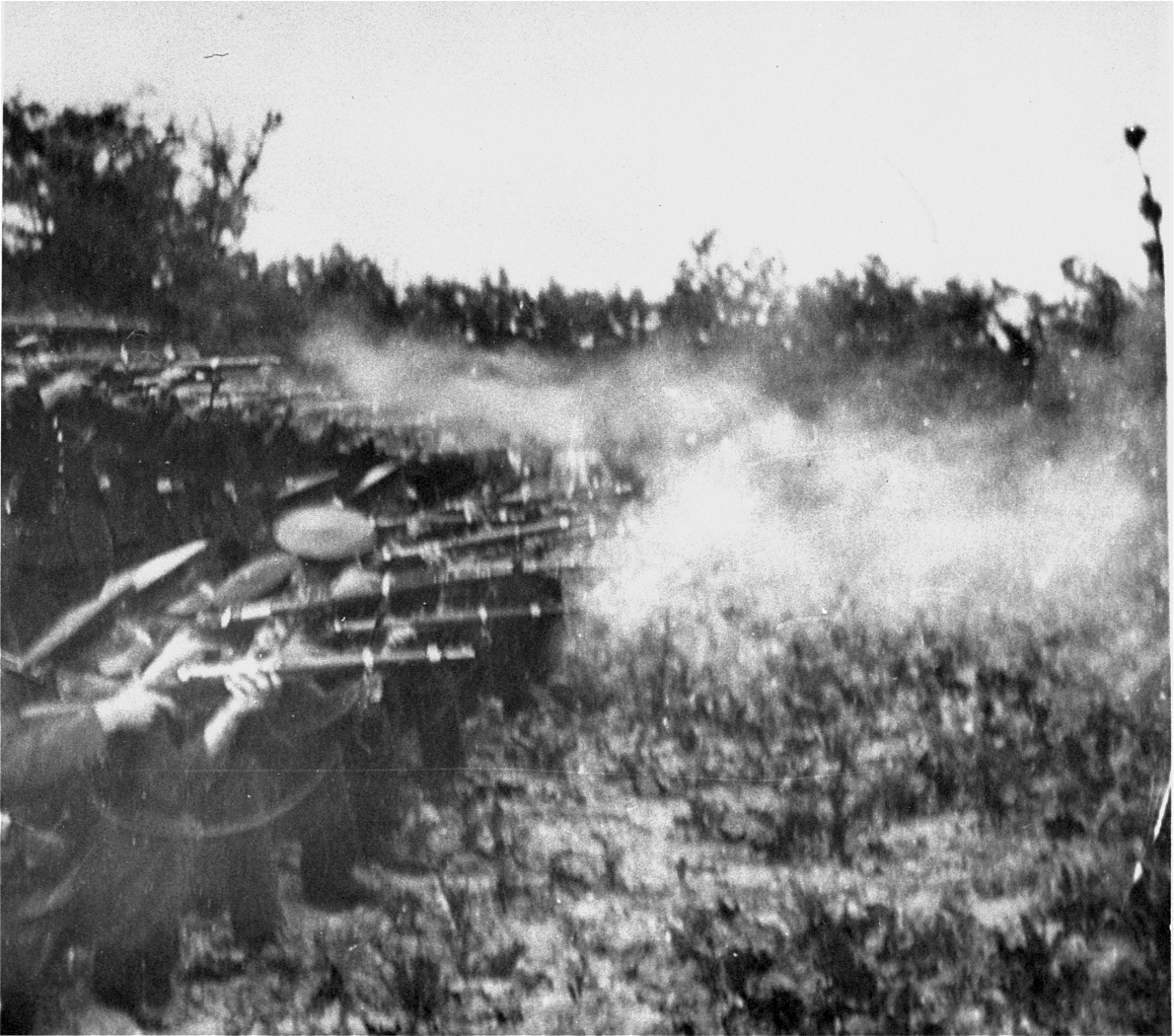
: exécution du maréchal Ion Antonescu, dictateur du Royaume de Roumanie de 1940 à 1944.

- 19 juin : Edvard Beneš, ancien chef de l’État, président du gouvernement tchécoslovaque en exil pendant la guerre, est élu président de la République tchécoslovaque. Le communiste Klement Gottwald forme le gouvernement le 2 juillet[133].
- 4 juillet : pogrom de Kielce, en Pologne[135].
- 17 juillet : le général Draža Mihailović, chef des Tchetniks, est exécuté par le gouvernement yougoslave[136].
- 1er août : introduction d’une nouvelle monnaie en Hongrie, le förint, qui contribue à la stabilisation[137].
- 8 septembre : lors d’un référendum, 93 % des électeurs Bulgares se prononcent en faveur de l’instauration de la République. La République populaire de Bulgarie est proclamée le 15 septembre. Fin du royaume de Bulgarie[138].
- 18 septembre : arrestation d'Alojzije Stepinac, primat catholique de Yougoslavie. Le 10 octobre, il est condamné à seize ans de travaux forcés. Libéré en 1951, il est assigné à résidence jusqu’à sa mort, en 1960[139].
- 27 octobre, République populaire de Bulgarie : victoire du Front de la patrie aux législatives. Sur les 364 sièges obtenus, 277 vont à des communistes. L’opposition se plaint de fraudes et de violences[138].
- 19 novembre : les élections roumaines voient la victoire (71 %) du « bloc démocratique » dominé par le PCR[126]. Il prend les postes clés au gouvernement. L’opposition se plaint de fraudes et de violence, mais le roi accepte d’ouvrir le Parlement.
- 22 novembre :
  - Georgi Dimitrov forme un gouvernement à majorité communiste en Bulgarie[140].
  - nationalisation de la sidérurgie en Hongrie[141].
- 5 décembre : loi de nationalisation en Yougoslavie[142].

#### Europe de l’Ouest
- 1er janvier : ouverture de l’Établissement de recherche atomique d’Harwell au Royaume-Uni[143].
- 2 janvier : huit soldats britanniques meurent lors de l’explosion de wagons de munitions à Savernake Forest près de Marlborough[144].
- 3 janvier : exécution au Royaume-Uni de William Joyce, speaker anglophone de la radio allemande pendant la guerre[145].
- 4 janvier :
  - création à Paris de la mission de coordination des études pour le rattachement économique de la Sarre ; elle administre les mines de la Sarre, mises sous séquestre le 28 décembre 1945 par les forces d’occupation françaises. Le 17 janvier, Georges Bidault expose devant l’assemblée nationale le programme sarrois (propriété des mines à la France, union économique avec la France, occupation militaire)[146].
  - exécution de Theodore Schurch (en), soldat britannique convaincu d’espionnage au profit de l’Italie et de l’Allemagne, en application du Treachery Act de 1940[145].
- 14 février : nationalisation de la Banque d’Angleterre[147].
- 21 février :
  - Espagne : exécution de 14 opposants au régime franquiste, créant une vive émotion internationale (mort de Cristino García, libérateur du Gard et de l’Ardèche). Le 27 février, le gouvernement français décide de fermer la frontière à partir du 1er mars[148].
  - parution à Hambourg, avec l’aval des forces d’occupation britanniques du premier numéro de l’hebdomadaire libéral allemand Die Zeit, le magazine de l’intelligentsia protestante[149].
- 4 mars : « note tripartite » des États-Unis, de la France et du Royaume-Uni, qui lancent un appel aux Espagnols en faveur du renversement pacifique du régime franquiste[150].

Churchill et Truman en route pour Fulton le 4 mars.

- 5 mars : discours de Winston Churchill à Fulton (Missouri) sur le « rideau de fer » en présence du président Harry S. Truman : « De Stettin sur la Baltique à Trieste sur l’Adriatique, un rideau de fer s’est abattu sur le continent (...) ». Churchill qui alors n’a plus aucune fonction gouvernementale veut mettre en garde les pays occidentaux et leurs opinions publiques contre le danger de l’avancée communiste en Europe qui met en péril la liberté et la démocratie chèrement acquises et récemment retrouvées. Ce discours peut être considéré comme l’acte fondateur qui va conduire, après le coup de Prague de 1948, à la création du pacte militaire de l’Organisation du traité de l’Atlantique nord, le 4 avril 1949[151].
- 31 mars : victoire des monarchistes aux élections législatives en Grèce, contestée par les communistes (EAM). L’attaque d’un poste de gendarmerie au pied de l’Olympe dans la nuit du 30 au 31 mars déclenche la reprise de la guerre civile par le Parti communiste de Grèce[152].
- 29 avril : le Conseil de sécurité des Nations unies désigne un sous-comité chargé d’étudier la situation qui existe en Espagne[153]. Le 26 juin, le sous-comité propose une résolution demandant au Conseil de sécurité de continuer à surveiller de façon permanente la situation en Espagne en vue de pouvoir prendre les mesures qui se révèleraient nécessaires. Finalement, le 4 novembre, le Conseil de sécurité décide de retirer la question espagnole de la liste des affaires dont il est saisi afin que l’Assemblée générale puisse l’examiner librement[154].
- 13 mai : un tribunal militaire américain condamne à mort 58 Allemands jugés responsable de la mort de 70 000 déportés dans le camp de Mauthausen[155].
- 15 mai : incident du détroit de Corfou. Une série d’incidents lors d’opérations de déminage entreprises dans le détroit de Corfou par la marine britannique (15 mai, 22 octobre, 12 et 13 novembre ) amène à l’affaire du détroit de Corfou portée devant la Cour internationale de justice et à la rupture des relations diplomatiques entre le Royaume-Uni et l’Albanie[156].
- 28 mai : accord Blum-Byrnes. Réduction considérable de la dette de guerre et facilités de crédit accordées à la France par les États-Unis en contrepartie d’une franchise douanière pour leurs produits importés par la France[157]. Le marché français du cinéma s’ouvre largement au cinéma américain[158].
- 7 juin : reprise des émissions télévisées de la BBC[159].
- 30 juin : élections législatives en Islande[160].
- 12 juillet : nationalisation des charbonnages au Royaume-Uni[147].
- 29 juillet-15 octobre : conférence de paix de Paris préparant le traité de Paris de février 1947[161].
- 1er août : le National Insurance Act reçoit la sanction royale au Royaume-Uni. Le principe de l’assurance sociale établi en 1906 est étendu à toute la nation (allocations chômage, maladie et vieillesse, prestations familiales et pensions de veuvage). La loi est appliquée pleinement à partir du 5 juillet 1948[162].
- 14 août : nationalisation de l’aviation civile au Royaume-Uni[163].
- 30 août : ordonnance no 57 portant création du Land de Rhénanie-Palatinat avec Mayence pour capitale, promulguée par le général Marie-Pierre Kœnig[164].
- 1er septembre : référendum en Grèce permettant le retour de la monarchie[165].
- 6 septembre : discours de Stuttgart, qui affirme la volonté américaine de tendre vers une unification économique de l’Allemagne, et vers la création d’une constitution et d’un gouvernement provisoires[131].
- 11 septembre : opération Black Tulip, expulsion de 25 000 allemands des Pays-Bas[166].
- 19 septembre : discours de Churchill en faveur des États-Unis d’Europe.

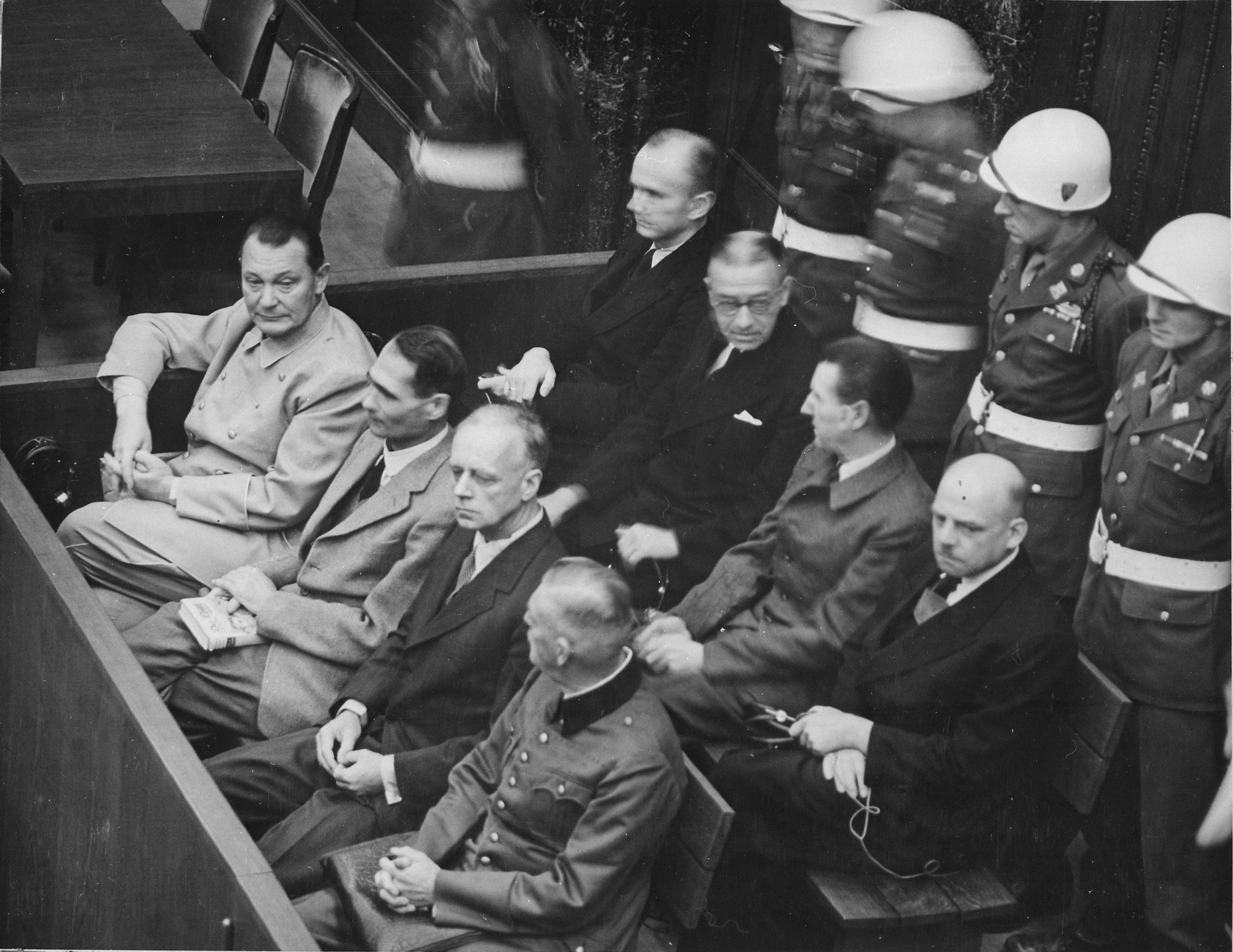
Procès de Nuremberg
Au premier rang (de gauche à droite) : Goering, Rudolf Hess, von Ribbentrop, Keitel ;
Au second rang (de gauche à droite) : Doenitz, Raeder, von Schirach, Sauckel

- 30 septembre-1er octobre : le tribunal de Nuremberg rend sa décision dans le procès sur l’Allemagne nazie reconnue coupable d’agression contre onze pays. Douze hauts responsables nazis sont condamnés à la pendaison, sept à des peines d’emprisonnement et trois sont acquittés[167]. Les chefs nazis sont exécutés les 15 et 16 octobre (Joachim von Ribbentrop, Keitel, Kaltenbrunner, Rosenberg, Frank, Frick, Streicher, Seyss-Inquart, Sauckel et Jodl). Hermann Göring se suicide dans la prison de Nuremberg quelques heures avant son exécution[168].
- 9 octobre : Tage Erlander devient Premier ministre social-démocrate en Suède[169] (fin en 1969).
- 27 octobre : début de la Quatrième République en France[170].
- 28 octobre, Guerre civile grecque : création de l’armée démocratique de Grèce (communiste) soutenue par la Yougoslavie[171].
- 19 novembre : la Suède et l’Islande deviennent membres des Nations unies[90] (résolution 8 du Conseil de sécurité des Nations unies).
- 5 décembre : ouverture du premier procès de Ravensbrück[172].
- 12 décembre : une résolution de l’Assemblée générale des Nations unies condamne le gouvernement franquiste, préconise son exclusion des institutions et conférences internationales et recommande le rappel des ambassadeurs[150].
- 19 décembre : le Conseil de sécurité des Nations unies institue une commission d’enquête chargée d’examiner les différents frontaliers entre la Grèce et ses voisins (Albanie, Bulgarie et Yougoslavie)[173].
- 21 décembre : vote de la loi sur le service de santé national au Royaume-Uni (National Health Service). Effective le 5 juillet 1948[174].

## Décès en 1946

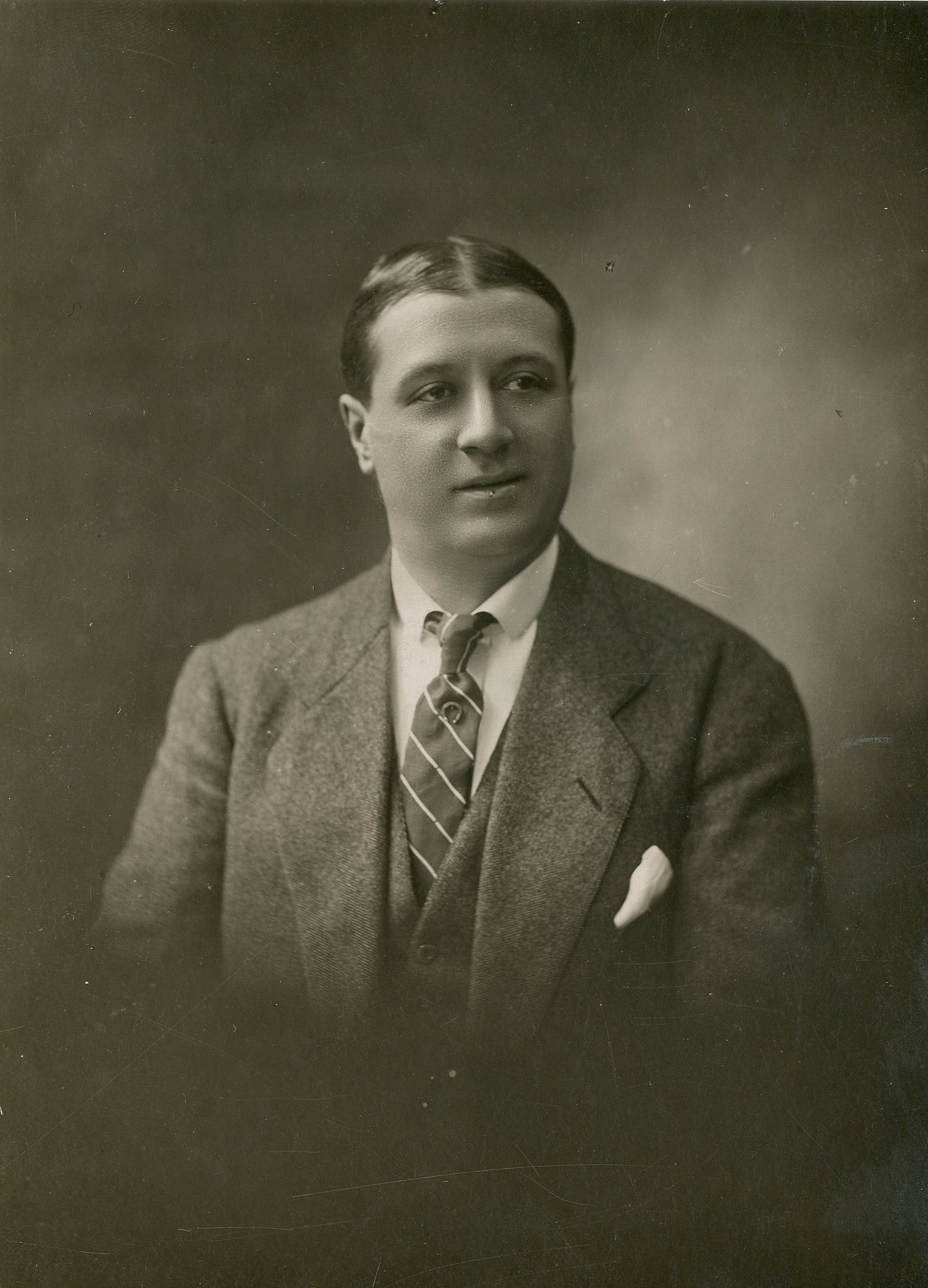
Raimu

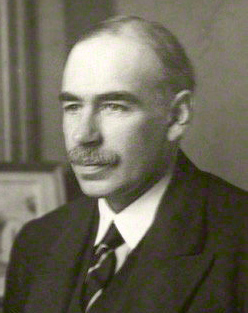
John Maynard Keynes

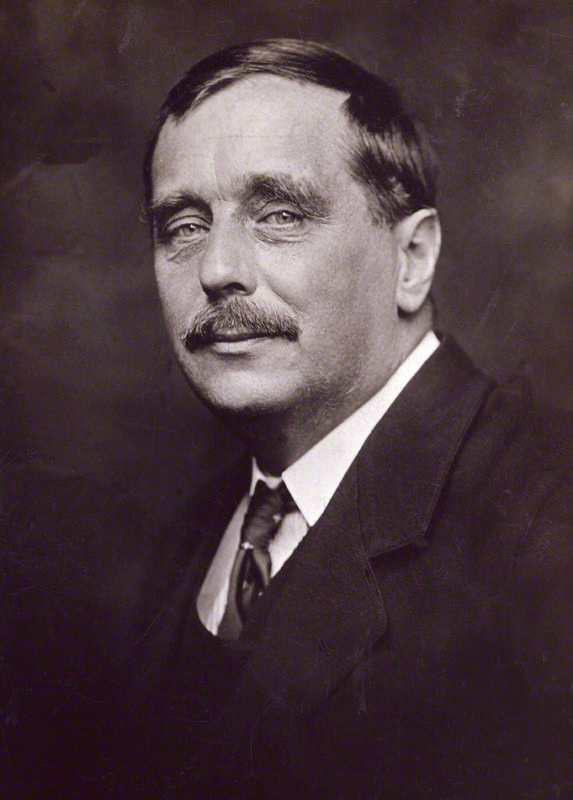
H. G. Wells

Personnalités majeures décédées en 1946
- 21 avril : John Maynard Keynes (économiste britannique)
- 6 juin : Gerhart Hauptmann (écrivain allemand)
- 6 juillet : Jeanne Lanvin (couturière française)
- 27 juillet : Gertrude Stein (écrivain et poétesse américaine)
- 9 août : Léon Gaumont (inventeur et industriel français)
- 13 août : H. G. Wells (écrivain britannique)
- 20 septembre : Raimu (acteur français)
- 15 octobre : Hermann Göring (militaire et homme politique allemand)
- 30 octobre : Charles Despiau (sculpteur français)
- 14 novembre : Manuel de Falla (compositeur espagnol)
- 19 décembre : Paul Langevin (physicien français)
- 25 décembre : W. C. Fields (acteur américain)